# 128327 Ericcarranza
128327 Ericcarranza è un asteroide della fascia principale. Scoperto nel 2004, presenta un'orbita caratterizzata da un semiasse maggiore pari a 1,9641557 au e da un'eccentricità di 0,0449366, inclinata di 21,70541° rispetto all'eclittica.
L'asteroide è dedicato allo scienziato Eric Carranza.